# Reggae Gold 2003
Reggae Gold 2003 – jedenasty album z serii składanek Reggae Gold, wydawanej przez nowojorską wytwórnię VP Records.
Płyta ukazała się 17 czerwca 2003 roku, wraz z bonusowym CD zawierającym remixy wszystkich utworów, autorstwa jamajskiego soundsystemu Black Chiney. Produkcją całości zajęli się Chris Chin oraz Joel Chin.
5 lipca 2003 roku album osiągnął 2. miejsce w cotygodniowym zestawieniu najlepszych albumów reggae magazynu Billboard (ogółem był notowany na liście przez 57 tygodni).

## Lista utworów
1. Sean Paul, Busta Rhymes & Spliff Star - "Make It Clap"
2. Wayne Wonder, LL Cool J & Dutchees - "No Letting Go"
3. Elephant Man - "Pon De River, Pon De Bank"
4. Bounty Killer - "The Greatest"
5. Beenie Man - "Row Like A Boat"
6. Shaggy, Brian Gold & Tony Gold - "Hey Sexy Lady"
7. Sean Paul - "Get Busy"
8. Spragga Benz, Bounty Killer, Assassin & Mad Cobra - "Badman Surprise"
9. Tanya Stephens - "It's A Pity"
10. Morgan Heritage - "She's Still Loving Me"
11. Buju Banton - "One To One"
12. Beres Hammond - "360 Turn"
13. T.O.K. - "She's Hot"
14. Tanto Metro & Devonte - "Honey I Sugar Pie"
15. Sasha - "Dat Sexy Body"
16. Sizzla - "Thank U Mamma"